# УГМК-Арена
УГМК-Арена — многофункциональная ледовая арена в Екатеринбурге.  Принимает спортивные соревнования высочайшего уровня по 11 видам спорта, являясь домашней ареной ХК «Автомобилист». Ледовая арена строилась с 2019 года и была сдана в эксплуатацию 28 декабря 2024 года.

## Описание

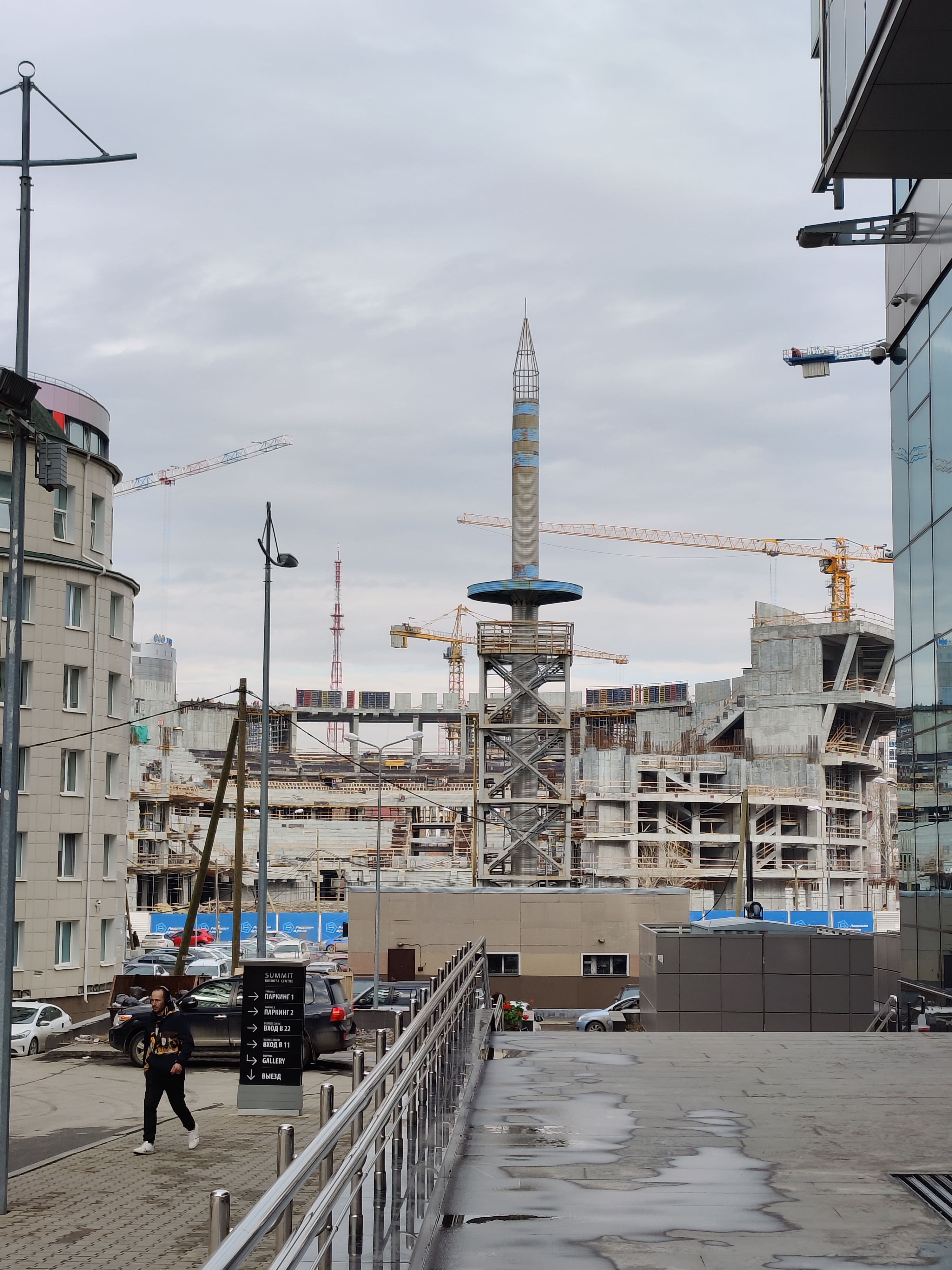
Стройка в 2021 году

Строительство началось на месте снесённой недостроенной телебашни. Завершение планировалось к 2023 году, к летней Универсиаде в Екатеринбурге и 300-летию города, затем отложено на декабрь 2024 года. Решение о создании АО «Ледовая арена» было принято в 2016 году и утверждено Постановлением Правительства № 807 от 16 ноября того же года, учредителем выступает Правительство Свердловской области, с долей участия в уставном капитале в размере 60 % ООО «УГМК-Холдинг», с долей участия в уставном капитале в размере не менее 40 % Правительства Свердловской области и управлением МУГИСО. Фактически АО «Ледовая арена» была учреждена 3 августа 2017 года Постановлением Правительства № 561, руководство было назначено приказом министерства спорта Свердловской области в срок до 14 августа 2017 года. Приобретение обыкновенных акций было осуществлено путём отчуждения и внесения в уставный капитал объекта незавершённого строительства — радиотелевизионной передающей станции и земельного участка, расположенных по адресу: город Екатеринбург, улица Степана Разина, 15. В апреле 2021 года АО Ледовая арена выбыли из списка аффилированных лиц с УГМК. В 2023—2025 гг. Правительство Свердловской области планировало полностью выкупить акции АО «Ледовая арена» по соотношению 1 акция — 1 рубль и полностью передать объект под управление МУГИСО. Выкуп акций состоялся в срок до мая 2024 года.
Из нескольких вариантов проекта окончательно выбран с оранжево-медным фасадом, а на крыше — огромный логотип УГМК. Строительство ведётся за счёт бюджета Свердловской области.
Основание фундамента составили 2400 свай разной длины (от 15 до 30 метров), поверх них была смонтирована железобетонная плита. Прочные железобетонные и стальные конструкции оснащены системой мониторинга конструкций чтобы отслеживать состояние всех несущих элементов. Спорткомплекс будет иметь сетчатый металлический каркас медного оттенка, в который будут интегрированы медиафасад и медиаэкран. Металлоконструкции куполообразной крыши ледовой арены предусмотрены из ферм с опиранием по короткой стороне чаши с системой горизонтальных и вертикальных связей. Покрытие имеет размеры 99,8 на 129,8 метров, его площадь составляет порядка 11 500 м². Высота ферм — от 5 метров в опорной части до 11 метров в коньке. При строительстве здания будет использовано 224 световых прожектора и 188 акустических кластеров.
Здание четырёхэтажное. На нулевом уровне — парковка, на первом — торговая зона. Второй уровень отдадут под 40 VIP-комнат (скайбоксов для наблюдения за игрой), а также ресторан с панорамным окном. Третий уровень займут точки общепита, а четвёртый — технические помещения. Для безопасности посетителей внутри и по периметру арены будут использованы 1345 камер видеонаблюдения. Основным разработчиком концепта стала немецкая компания HPP Architekten.

Ледовая арена сможет принимать спортивные соревнования высочайшего уровня по 11 видам спорта (фигурному катанию, баскетболу, гандболу, мини-футболу, волейболу, боксу, восточным единоборствам, кёрлингу, спортивной гимнастике), а также конгрессы и концерты. Будет домашней для хоккейного клуба «Автомобилист».

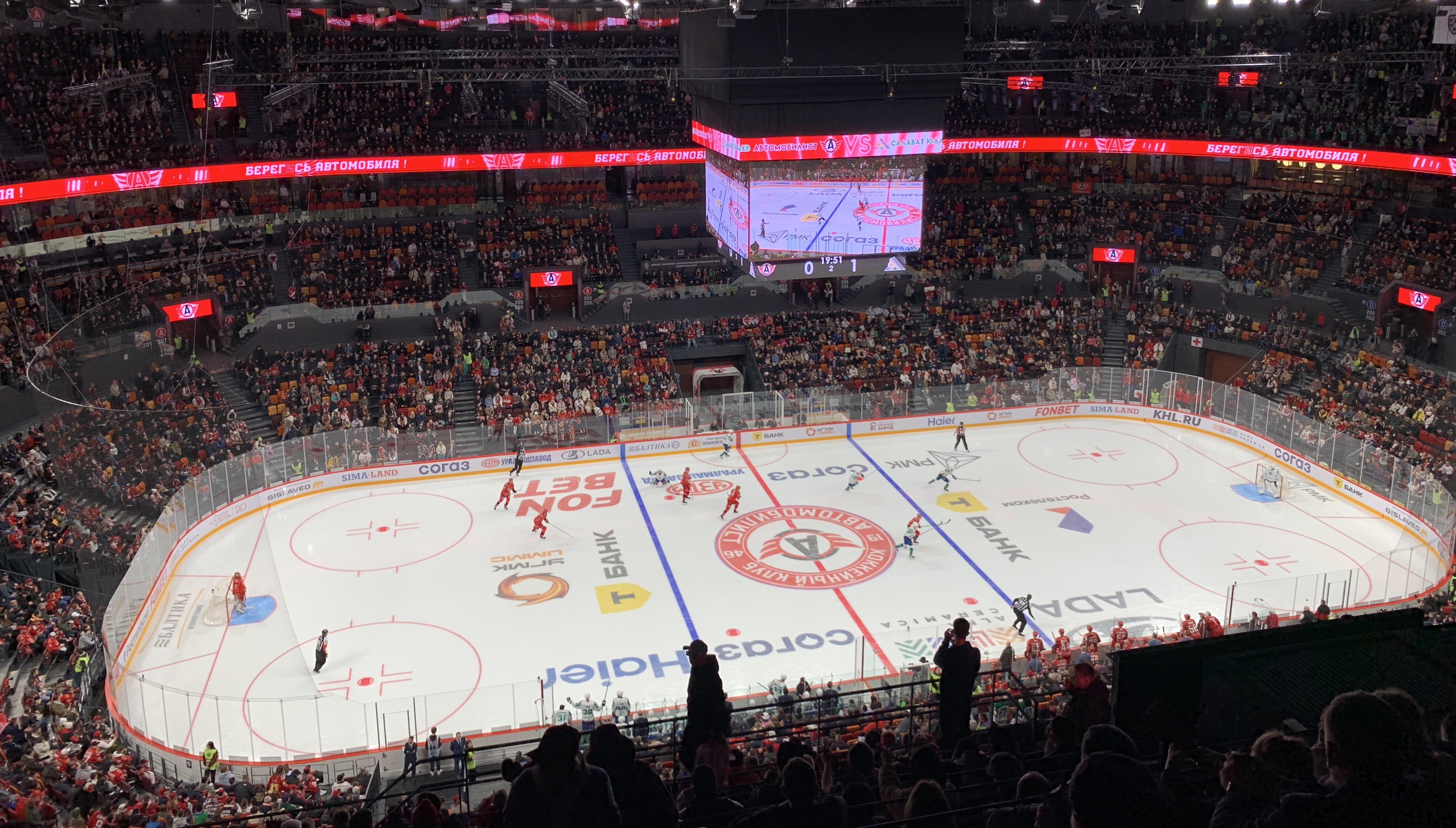
Матч Континентальной хоккейной лиги между «Автомобилистом» и «Салаватом Юлаевым»

За ледовой ареной в 2023—2024 гг. сооружён пешеходный мост через реку Исеть, он открылся в январе 2025 года. Проект получил положительное заключение Госэкспертизы.

## Ход строительства
Строительство началось 31 октября 2019. Весной 2020 года строители закончили забивать 2500 свай в основание сооружения и приступили к наземной части. В июне 2021 года застройщик приступил к установке несущих конструкций купола. К октябрю 2021 смонтировали кровлю, в апреле 2022 на 99 % завершены монолитные работы по основной конструкции арены, началось остекление. В апреле 2024 заработал медиафасад, а в мае 2024 внутри арены уже залит каток. 21 февраля 2025 года на арене прошел первый тестовый матч.
В церемонии открытия арены, состоявшейся 10 марта 2025 года перед первой игрой, приняли участие первый заместитель председателя Совета Федерации Владимир Якушев, министр спорта РФ Михаил Дегтярев, полномочный представитель президента РФ в УрФО Артем Жога, губернатор Свердловской области Евгений Куйвашев, президент КХЛ Алексей Морозов, генеральный директор УГМК Андрей Козицын. В первой игре «Автомобилист» уступил ПХК ЦСКА со счётом 3:4, первый гол на арене забил армеец Станислав Галиев.
Первую победу на новом стадионе «Автомобилист» одержал 13 марта 2025 года в матче против «Торпедо» со счётом 2:1.
3 апреля 2025 года было объявлено, что «УГМК-Арена» примет Неделю звёзд хоккея.
31 мая 2025 года был поставлен рекорд посещаемости на арене. Турнир RCC 22 собрал 12 000 зрителей.

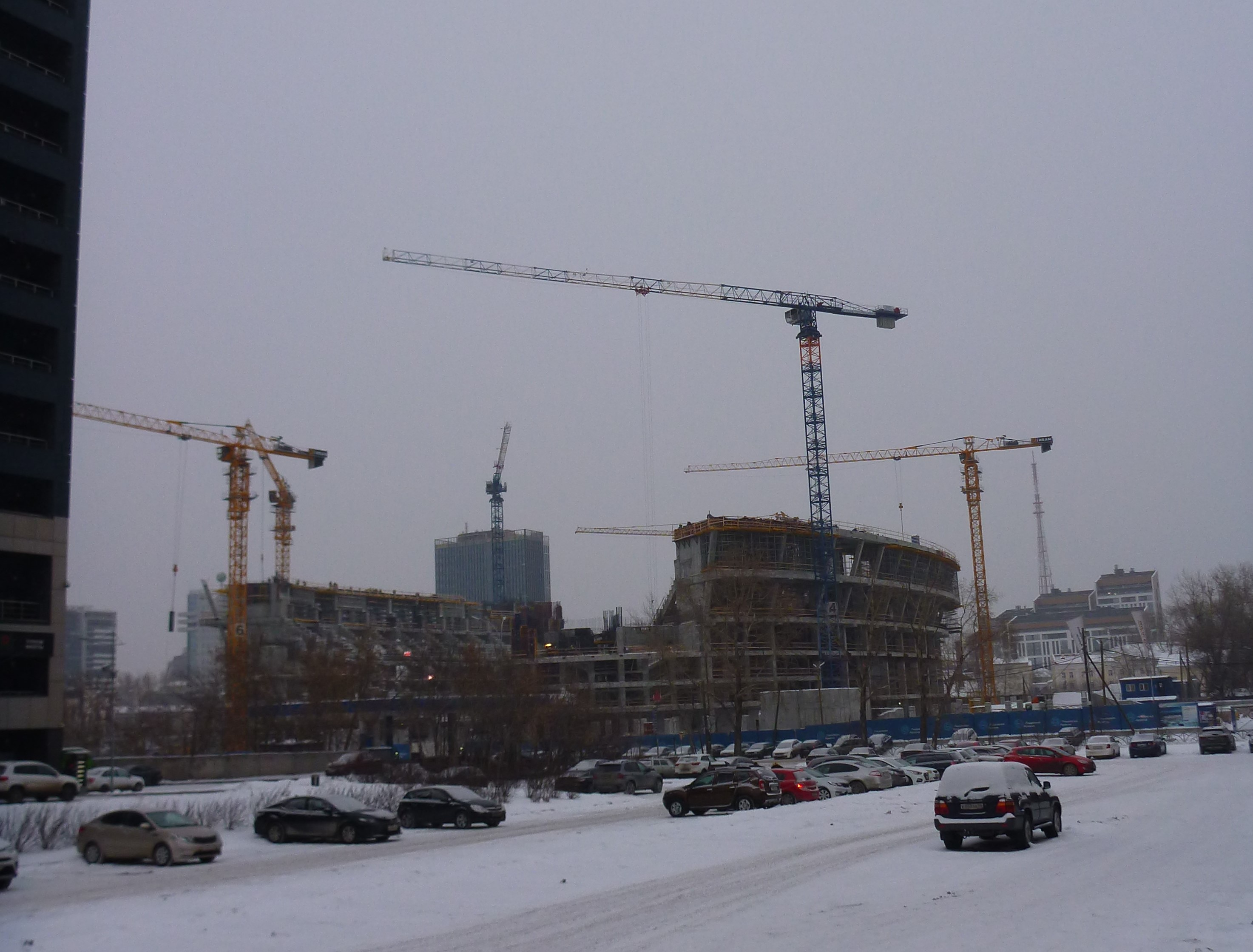
Декабрь 2020
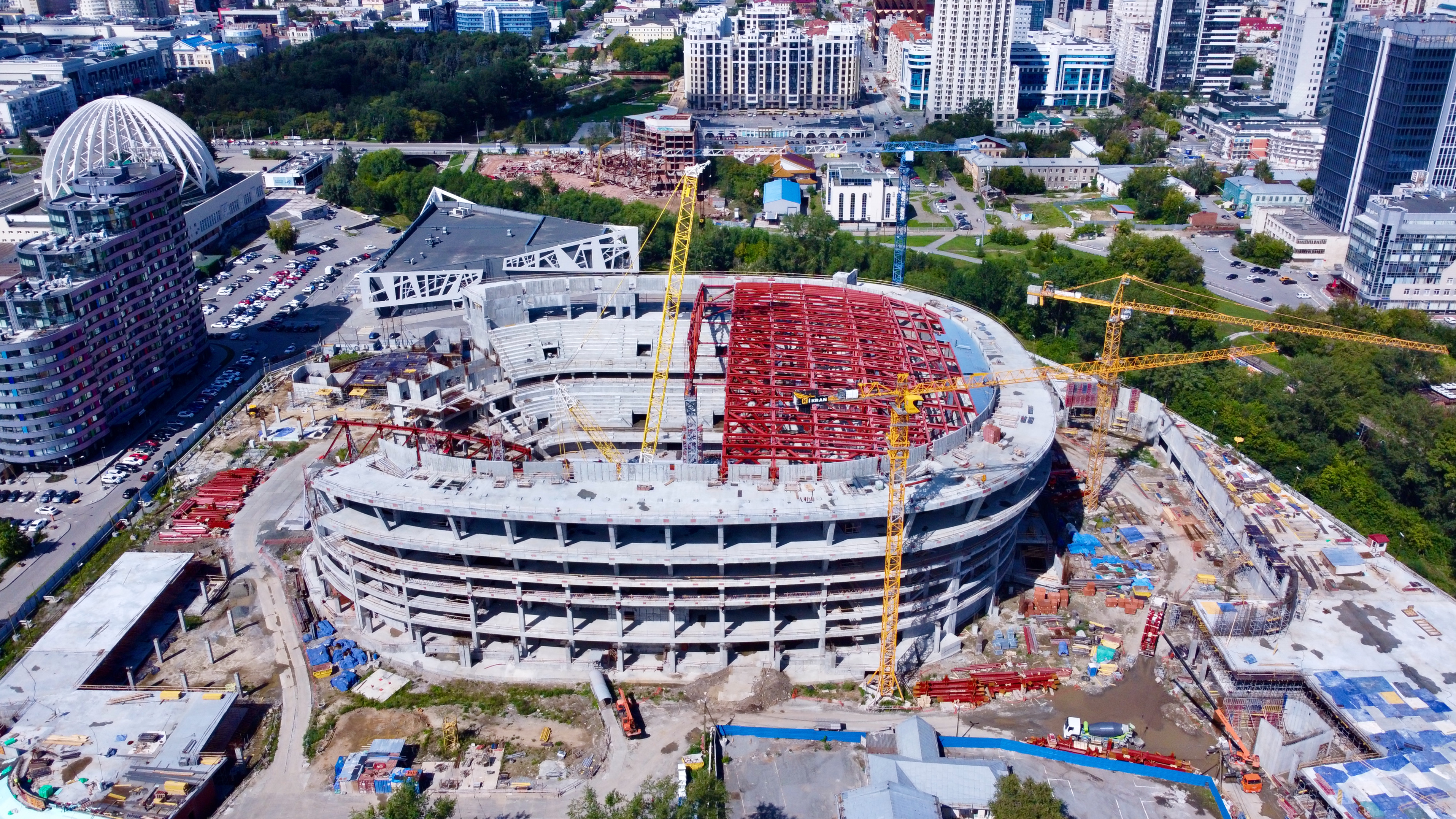
Август 2021
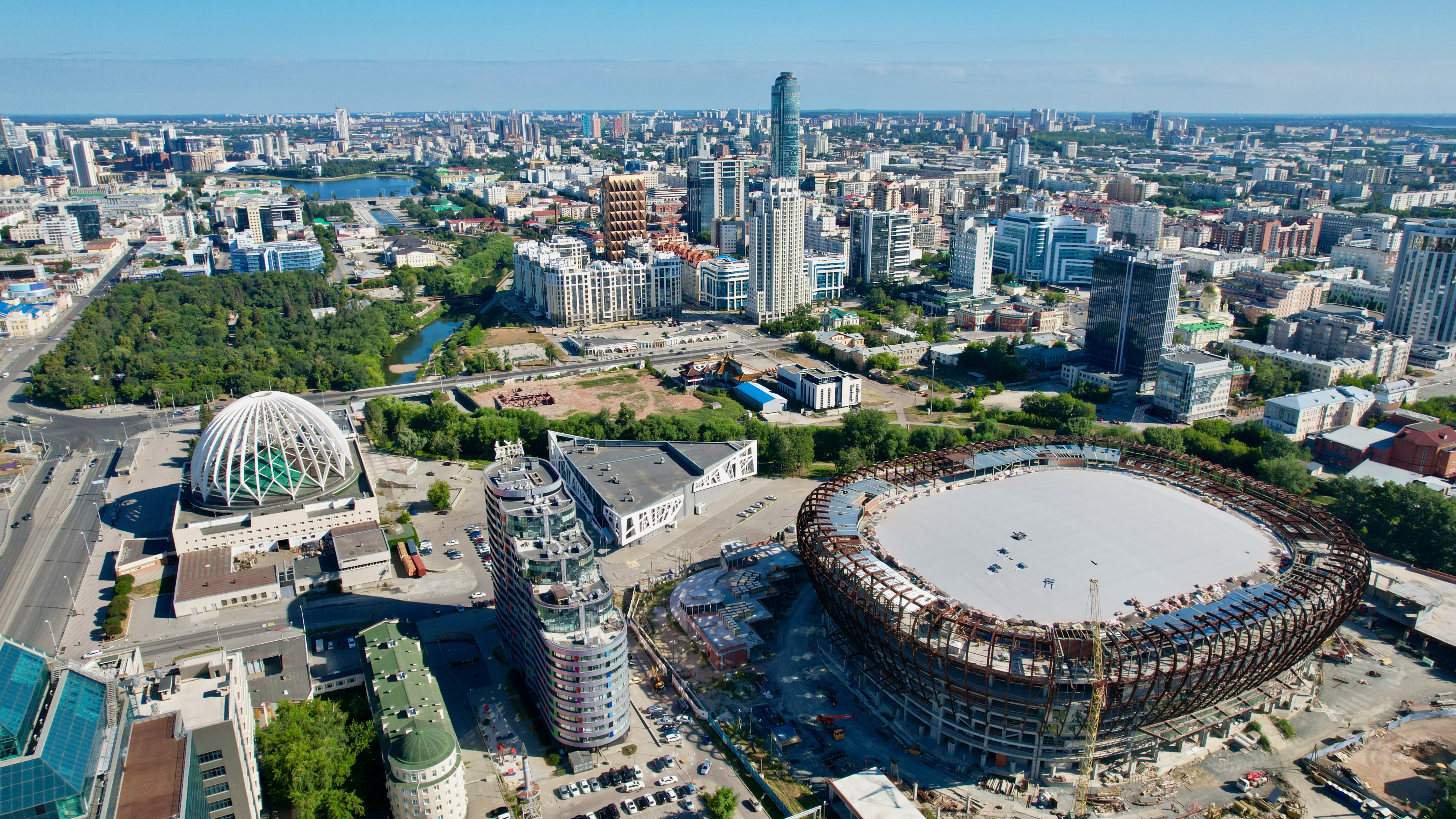
Июль 2022
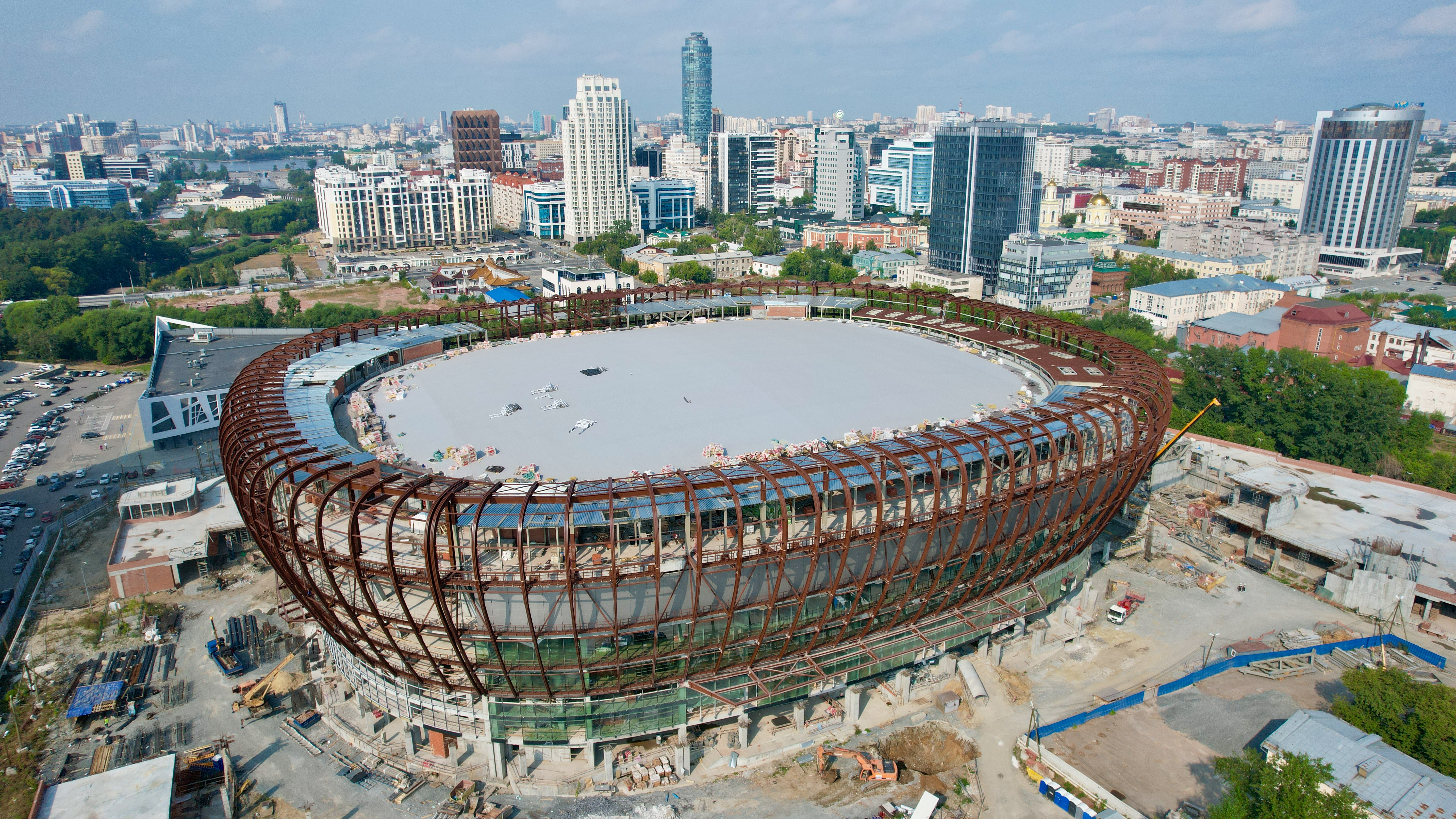
Август 2022
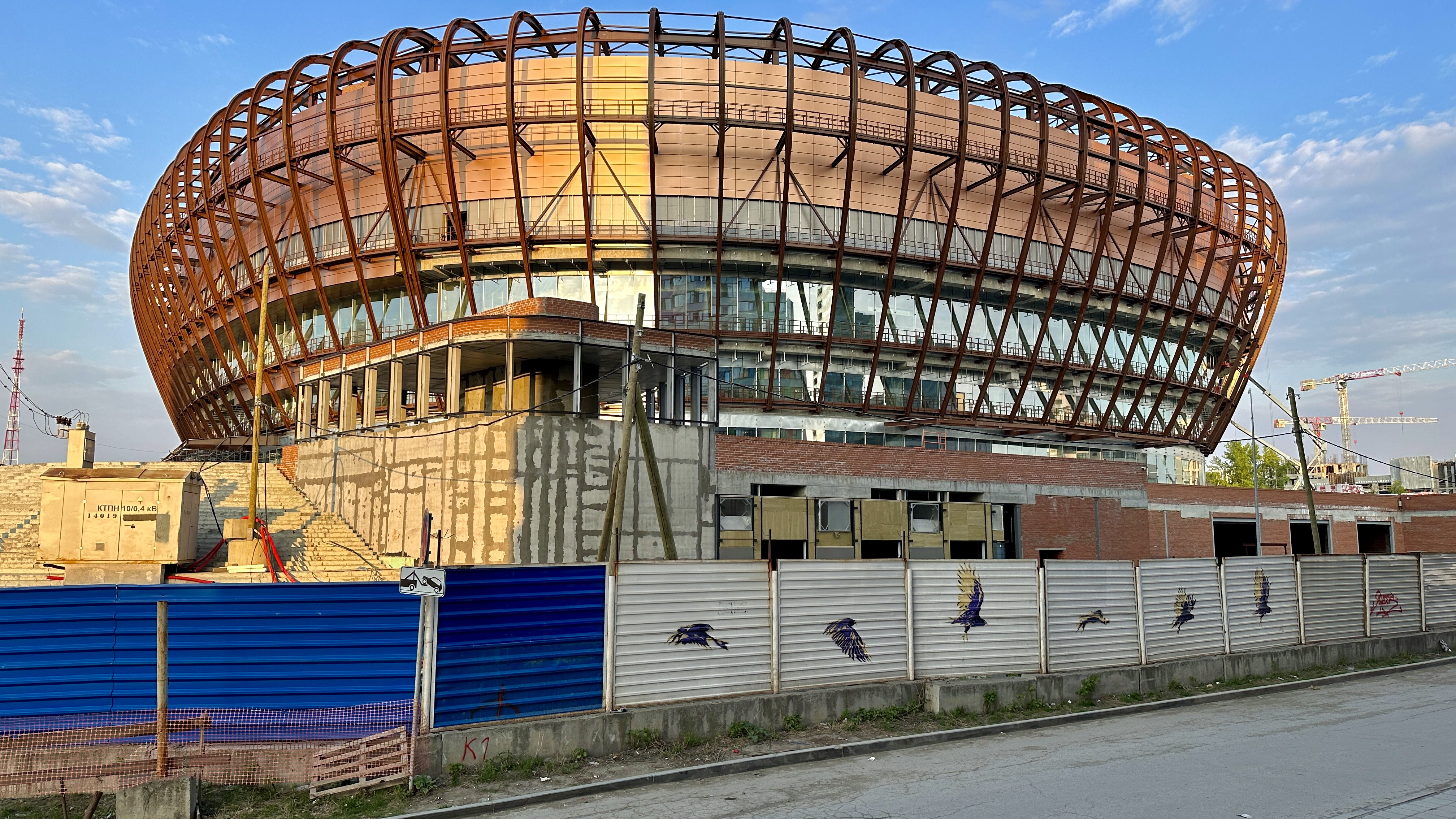
Май 2023
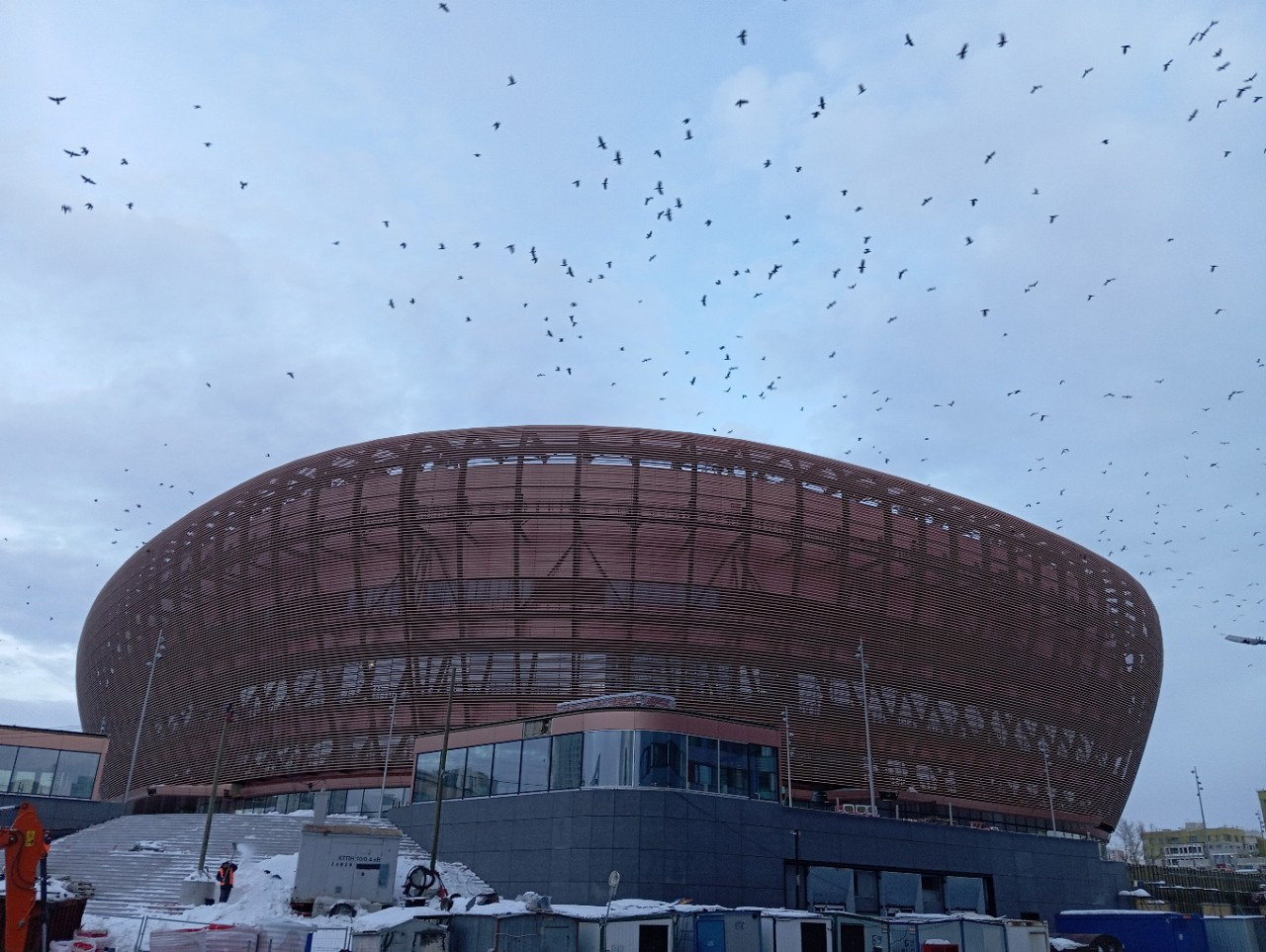
Февраль 2024
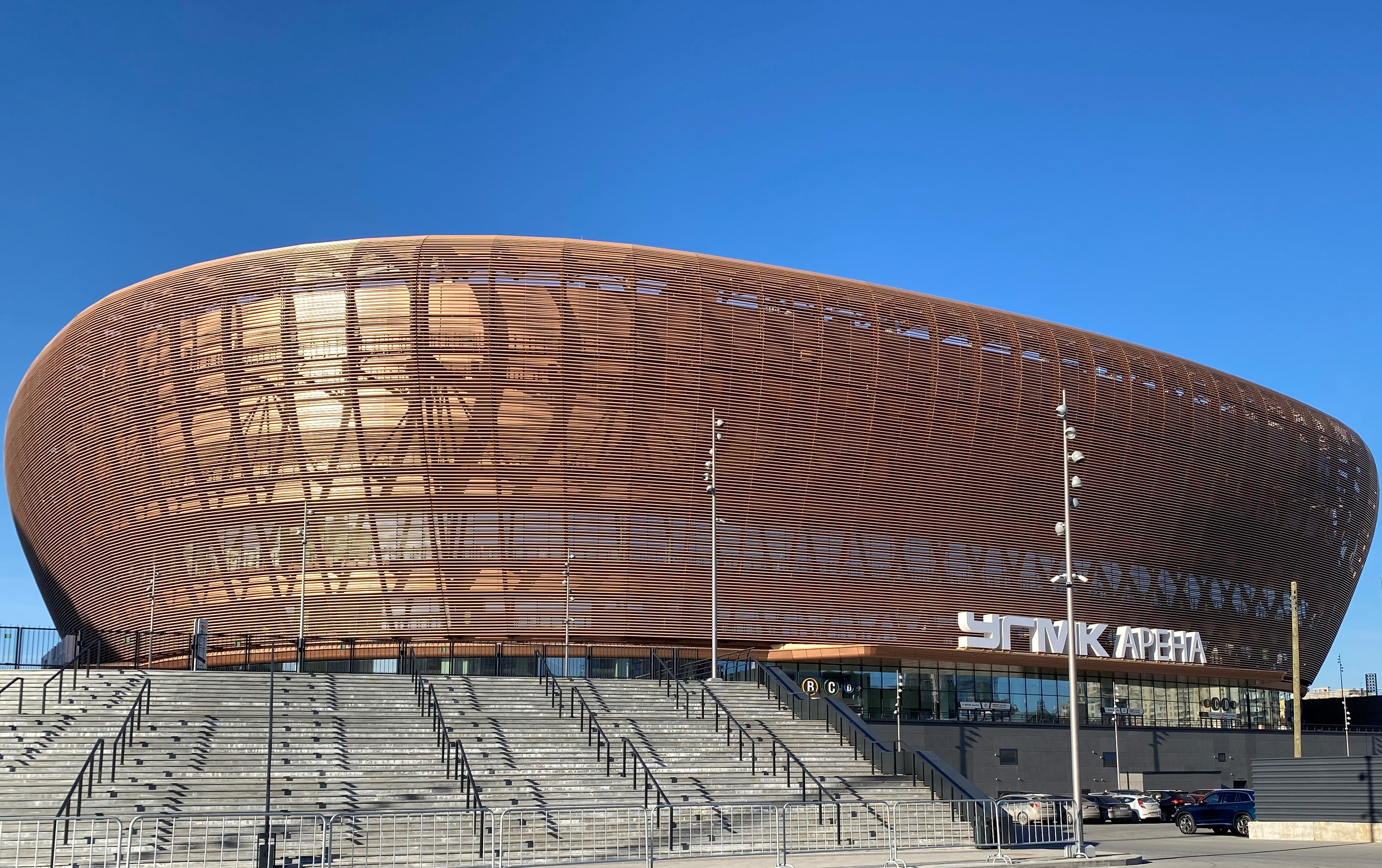
Март 2025

## Технические характеристики
- общая площадь 98000 м²
- площадь территории 5 га
- вместимость 12 588 зрителей (15000 — в режиме концерта)
- площадь медиафасада 16000 м²
- площадь медиаэкрана 1500 м²
- количество световых прожекторов 224
- количество акустических кластеров 188
- вместимость парковки 400 машин[1]

## Расположение и транспорт
Арена расположена на улице Степана Разина, за зданием цирка. Рядом находится станция метро «Геологическая», остановки трамваев и автобусов.